# Limnologia
Limnologia (gr. λίμνη – staw, jezioro słodkowodne oraz λογια – nauka), hydrologia jezior – nauka z zakresu hydrologii zajmująca się badaniem wód zbiorników śródlądowych. Opisuje ich bilans wodny, ustrój termiczny i ustrój lodowy, zajmuje się procesami kształtowania brzegów, jak i sedymentacją, prądami i falami w zbiornikach, które stanowią przedmiot jej zainteresowania.
Termin limnologia bywa również traktowany jako synonim hydrobiologii lub ekologii wód w zakresie wód śródlądowych, zarówno stojących, jak i płynących.